# Thalajung
Thalajung (nepalski: थालाजुङ) – gaun wikas samiti w zachodniej części Nepalu w strefie Gandaki w dystrykcie Gorkha. Według nepalskiego spisu powszechnego z 2001 roku liczył on 1038 gospodarstw domowych i 4992 mieszkańców (2807 kobiet i 2185 mężczyzn).